# Мируа, Эжен Шарль
Эжен Шарль Мируа (фр. Eugène Charles Miroy; 24 ноября 1828, около деревни Музон, департамент Арденны — 12 февраля 1871, Реймс) — французский католический священник, герой Франко-Прусской войны.

## Подвиг
Накануне войны Эжен Мируа был кюре в деревне Кюшери недалеко от городка Шатийон-сюр-Марн. Во время войны оккупировавшие деревню пруссаки обвинили его в том, что он укрывал французских солдат и прятал в церкви оружие. Кюре был доставлен в Реймс, осужден и расстрелян. Во время казни проявил большую твёрдость, в частности, пожал руку офицеру, командовавшему расстрельной командой.

## Память
Эжен Мируа похоронен на Северном кладбище Реймса. Надгробный памятник был создан известным скульптором Рене де Сен-Марсо на средства, собранные гражданами по подписке. Портреты Мируа печатались в тогдашних французских журналах. Во время Второй мировой войны могила Мируа стала символом французского Сопротивления. До сих пор, ежегодно, в годовщину освобождения Реймса, члены городского муниципалитета возлагают венок к могиле Мируа.

## Галерея

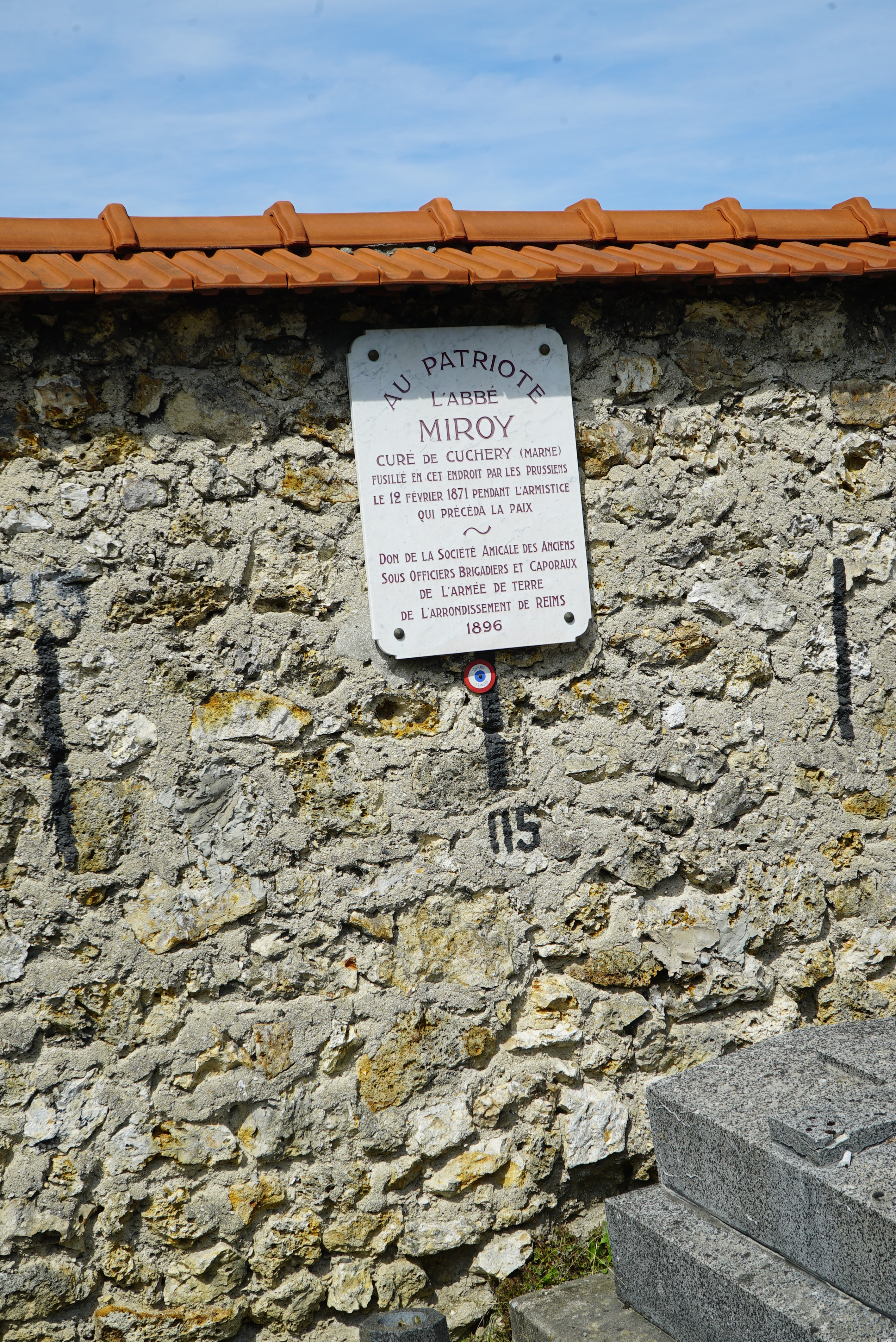
Мемориальная доска аббату Мируа на стене Реймсского Северного кладбища.
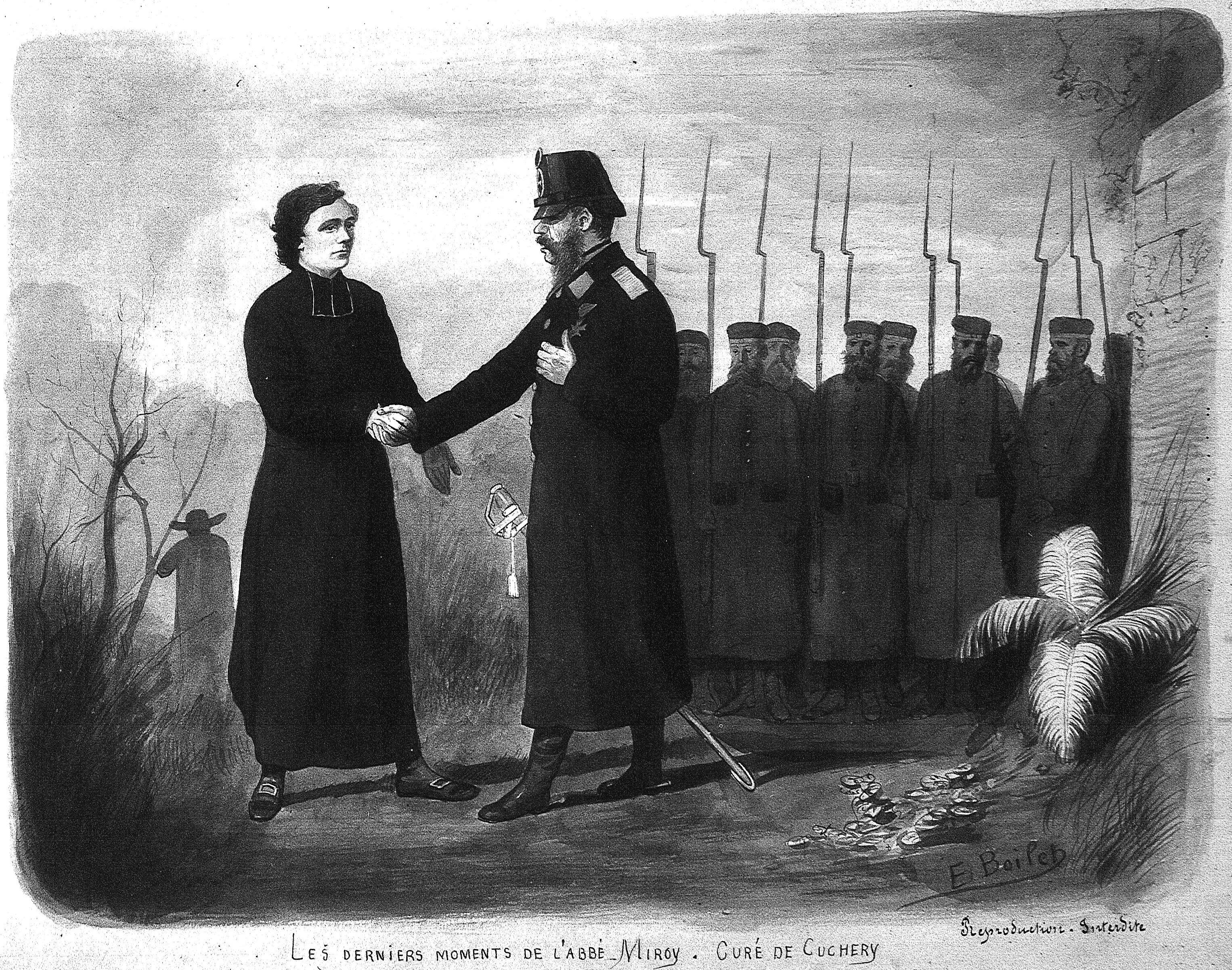
Эжен Мируа пожимает руку офицеру, командующему расстрелом.
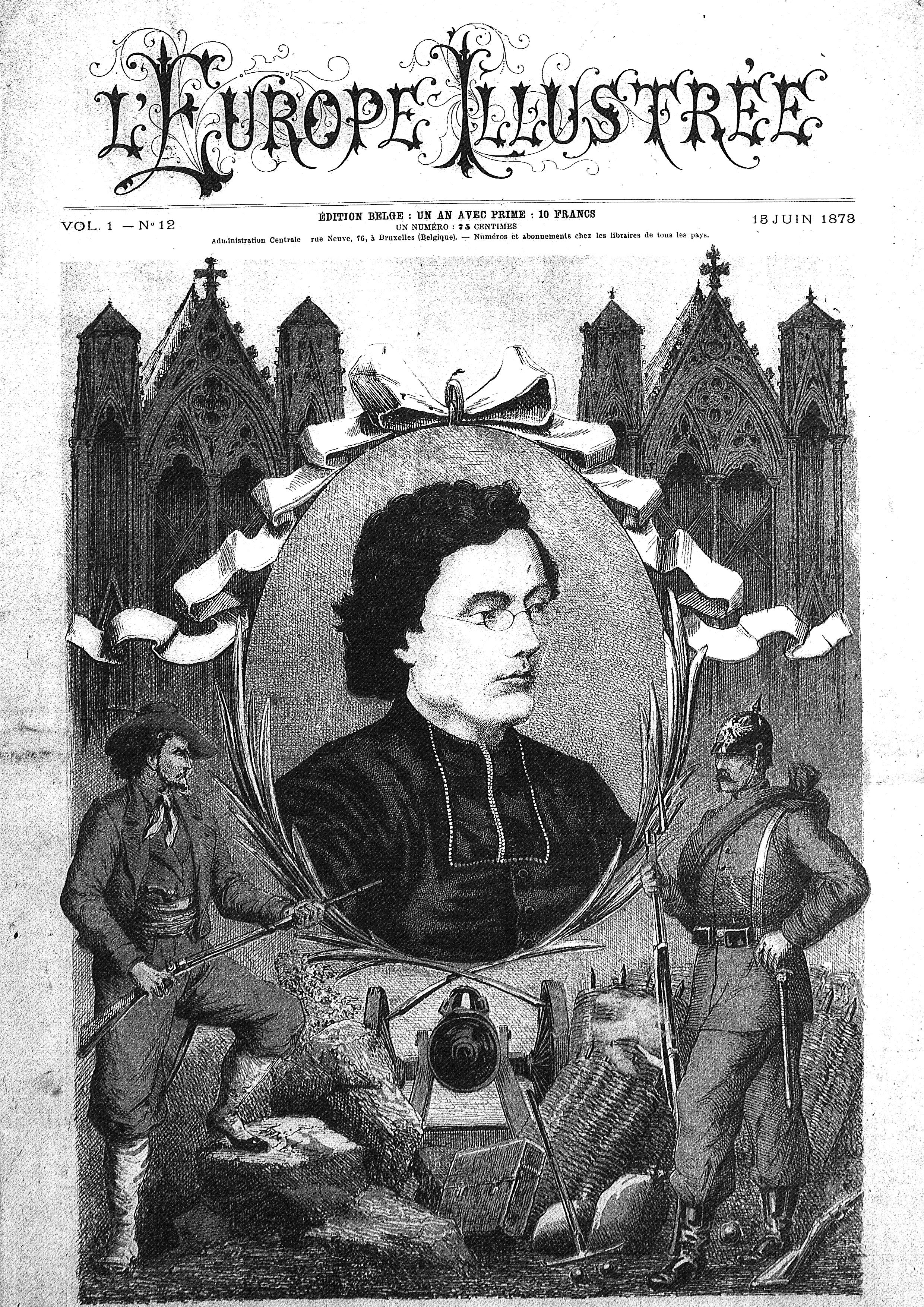
Обложка старинного журнала с портретом Мируа.